# Prêmio Right Livelihood
O Prêmio Right Livelihood  ("Prémio da Sustentabilidade"), RLA ou Prêmio Nobel Alternativo, foi criado em 1980 pelo filatelista Jakob von Uexkull, e celebra-se anualmente no Parlamento Sueco, normalmente em 9 de dezembro, para homenagear e apoiar pessoas que "trabalham na busca e aplicação de soluções para as mudanças mais urgentes e necessárias no mundo actual". Um júri internacional decide o prémio em âmbitos como Proteção ambiental, Direitos Humanos, Desenvolvimento sustentável, saúde, educação, paz, etc. O prémio reparte-se entre os ganhadores, que normalmente são quatro, e chega a um total de SEK 2.000.000, cerca de R$ 1.224.200 em 2021.
O "Prémio Nobel Alternativo" não tem qualquer ligação oficial com o Prémio Nobel. O nome serve para sugerir que ele seja um complemento crítico àquele prémio. O RLA não usa a divisão em categorias que o Nobel usa, pois as soluções para a maioria dos problemas tendem a ser holísticas e difíceis de categorizar. Os julgadores do RLA também criticam o Nobel por premiar mormente pessoas do hemisfério norte e raramente mulheres. Na sua página web, eles fazem comparanções com os Prémios Nobel, e também mostram diagramas. Veja-se: 
Alguns premiados foram: o Movimento dos Trabalhadores Rurais Sem Terra (MST), Helena Norberg-Hodge, Plenty International, Bill Mollison, Wes Jackson, George Trevelyan, Petra Kelly, Wangari Maathai, Robert Jungk, movemento Chipko, Survival International, Edward Goldsmith, Vandana Shiva, Astrid Lindgren, Juan Garcés, Leonardo Boff, Johan Galtung, Asghar Ali Engineer, Walden Bello, Frances Moore-Lappé, Memorial Society, Mordechai Vanunu, Manfred Max-Neef, Bianca Jagger, David Lange, Maude Barlow, Ken Saro-Wiwa, Roy Sesana e outros. lista completa.

## Vencedores
| Ano                                                                                          | Vencedores                     | País                                |
| 1980                                                                                         |                                |                                     |
| -------------------------------------------------------------------------------------------- | ------------------------------ | ----------------------------------- |
| 1980                                                                                         | Hassan Fathy                   | Egipto                              |
| 1980                                                                                         | Plenty international           | Estados Unidos · Guatemala · Lesoto |
| 1981                                                                                         |                                |                                     |
| Mike Cooley                                                                                  | Reino Unido                    |                                     |
| Bill Mollison                                                                                | Austrália                      |                                     |
| Patrick van Rensburg / Education with Production                                             | Botsuana · África do Sul       |                                     |
| 1982                                                                                         |                                |                                     |
| Erik Dammann / Future in Our Hands                                                           | Noruega                        |                                     |
| Anwar Fazal                                                                                  | Malásia                        |                                     |
| Petra Kelly                                                                                  | Alemanha Ocidental             |                                     |
| Participatory Institute for Development Alternatives                                         | Sri Lanka                      |                                     |
| Sir George Trevelyan, Bt                                                                     | Reino Unido                    |                                     |
| 1983                                                                                         |                                |                                     |
| Leopold Kohr                                                                                 | Áustria                        |                                     |
| Amory Lovins and Hunter Lovins / Rocky Mountain Institute                                    | Estados Unidos                 |                                     |
| Manfred Max-Neef / CEPAUR                                                                    | Chile                          |                                     |
| High Chief Ibedul Gibbons and the People of Belau                                            | Palau                          |                                     |
| 1984                                                                                         |                                |                                     |
| Imane Khalifeh                                                                               | Líbano                         |                                     |
| Self-Employed Women's Association / Ela Bhatt                                                | Índia                          |                                     |
| Winefreda Geonzon / Free Legal Assistance Volunteers' Association (FREE LAVA)                | Filipinas                      |                                     |
| Wangari Maathai / Green Belt Movement                                                        | Quénia                         |                                     |
| 1985                                                                                         |                                |                                     |
| Theo Van Boven                                                                               | Países Baixos                  |                                     |
| Cary Fowler (Rural Advancement Fund International)                                           | Estados Unidos                 |                                     |
| Pat Mooney (Rural Advancement Fund International)                                            | Canadá                         |                                     |
| Lokayan / Rajni Kothari                                                                      | Índia                          |                                     |
| Duna Kör                                                                                     | Hungria                        |                                     |
| 1986                                                                                         |                                |                                     |
| Robert Jungk                                                                                 | Áustria                        |                                     |
| Rosalie Bertell                                                                              | Canadá                         |                                     |
| Alice Stewart                                                                                | Reino Unido                    |                                     |
| Ladakh Ecological Development Group / Helena Norberg-Hodge                                   | Índia                          |                                     |
| Evaristo Nugkuag / AIDESEP                                                                   | Peru                           |                                     |
| 1987                                                                                         |                                |                                     |
| Johan Galtung                                                                                | Noruega                        |                                     |
| Chipko movement                                                                              | Índia                          |                                     |
| Hans-Peter Dürr / Global Challenges Network                                                  | Alemanha Ocidental             |                                     |
| Institute for Food and Development Policy / Frances Moore Lappé                              | Estados Unidos                 |                                     |
| Mordechai Vanunu                                                                             | Israel                         |                                     |
| 1988                                                                                         |                                |                                     |
| International Rehabilitation and Research Centre for Torture Victims / Dr. Inge Kemp Genefke | Dinamarca                      |                                     |
| José Lutzenberger                                                                            | Brasil                         |                                     |
| John F. Charlewood Turner                                                                    | Reino Unido                    |                                     |
| Sahabat Alam Malaysia / Mohammed Idris, Harrison Ngau, os Penan                              | Malásia                        |                                     |
| 1989                                                                                         |                                |                                     |
| Seikatsu Club Consumers' Co-operative Union                                                  | Japão                          |                                     |
| Melaku Worede                                                                                | Etiópia                        |                                     |
| Aklilu Lemma / Legesse Wolde-Yohannes                                                        | Etiópia                        |                                     |
| Survival International                                                                       | Reino Unido                    |                                     |
| 1990                                                                                         |                                |                                     |
| Alice Tepper Marlin / Council on Economic Priorities                                         | Reino Unido                    |                                     |
| Bernard Lédéa Ouédraogo                                                                      | Burquina Faso                  |                                     |
| Felicia Langer                                                                               | Israel                         |                                     |
| Asociación de Trabajadores Campesinos del Carare                                             | Colômbia                       |                                     |
| 1991                                                                                         |                                |                                     |
| Edward Goldsmith                                                                             | Reino Unido                    |                                     |
| Narmada Bachao Andolan                                                                       | Índia                          |                                     |
| Bengt Danielsson & Marie-Thérèse Danielsson                                                  | Suécia / França                |                                     |
| Senador Jeton Anjain / os Rongelap                                                           | Ilhas Marshall                 |                                     |
| (Movimento dos Trabalhadores Rurais Sem Terra / Comissão Pastoral da Terra                   | Brasil                         |                                     |
| 1992                                                                                         |                                |                                     |
| Movimento Finlandês de Iniciativas Aldeãs                                                    | Finlândia                      |                                     |
| Gonoshasthaya Kendra / Zafrullah Chowdhury                                                   | Bangladesh                     |                                     |
| Helen Mack                                                                                   | Guatemala                      |                                     |
| John Gofman / Alla Yaroshinskaya                                                             | Estados Unidos / Ucrânia       |                                     |
| 1993                                                                                         |                                |                                     |
| Arna Mer-Khamis / Care and Learning                                                          | Israel                         |                                     |
| Organisation of Rural Associations for Progress / Sithembiso Nyoni                           | Zimbabué                       |                                     |
| Vandana Shiva                                                                                | Índia                          |                                     |
| Mary and Carrie Dann da Nação Ocidental Shoshone                                             | Estados Unidos                 |                                     |
| 1994                                                                                         |                                |                                     |
| Astrid Lindgren                                                                              | Suécia                         |                                     |
| SERVOL (Service Volunteered for All)                                                         | Trindade e Tobago              |                                     |
| Dr. H. Sudarshan / VGKK (Vivekananda Girijana Kalyana Kendra)                                | Índia                          |                                     |
| Ken Saro-Wiwa / Movement for the Survival of the Ogoni People                                | Nigéria                        |                                     |
| 1995                                                                                         |                                |                                     |
| András Bíró / Hungarian Foundation for Self-Reliance                                         | Hungria                        |                                     |
| Serb Civic Council                                                                           | Bósnia e Herzegovina           |                                     |
| Carmel Budiardjo / TAPOL                                                                     | Indonésia / Reino Unido        |                                     |
| Sulak Sivaraksa                                                                              | Tailândia                      |                                     |
| 1996                                                                                         |                                |                                     |
| Herman Daly                                                                                  | Estados Unidos                 |                                     |
| Committee of Soldiers' Mothers of Russia                                                     | Rússia                         |                                     |
| People's Science Movement of Kerala (Kerala Sasthra Sahithya Parishad)                       | Índia                          |                                     |
| George Vithoulkas                                                                            | Grécia                         |                                     |
| 1997                                                                                         |                                |                                     |
| Joseph Ki-Zerbo                                                                              | Burquina Faso                  |                                     |
| Jinzaburo Takagi                                                                             | Japão                          |                                     |
| Mycle Schneider                                                                              | França                         |                                     |
| Michael Succow                                                                               | Alemanha                       |                                     |
| Cindy Duehring                                                                               | Estados Unidos                 |                                     |
| 1998                                                                                         |                                |                                     |
| International Baby Food Action Network                                                       |                                |                                     |
| Samuel Epstein                                                                               | Estados Unidos                 |                                     |
| Juan Pablo Orrego                                                                            | Chile                          |                                     |
| Katarina Kruhonja / Vesna Terselic                                                           | Croácia                        |                                     |
| 1999                                                                                         |                                |                                     |
| Hermann Scheer                                                                               | Alemanha                       |                                     |
| es                                                                                           | Espanha                        |                                     |
| COAMA (Consolidation of the Amazon Region)                                                   | Colômbia                       |                                     |
| Grupo de Agricultura Orgánica                                                                | Cuba                           |                                     |
| 2000                                                                                         |                                |                                     |
| Tewolde Berhan Gebre Egziabher                                                               | Etiópia                        |                                     |
| Munir                                                                                        | Indonésia                      |                                     |
| Birsel Lemke                                                                                 | Turquia                        |                                     |
| Wes Jackson                                                                                  | Estados Unidos                 |                                     |
| 2001                                                                                         |                                |                                     |
| José Antonio Abreu                                                                           | Venezuela                      |                                     |
| Gush Shalom / Rachel and Uri Avnery                                                          | Israel                         |                                     |
| Leonardo Boff                                                                                | Brasil                         |                                     |
| Trident Ploughshares                                                                         | Reino Unido                    |                                     |
| 2002                                                                                         |                                |                                     |
| Martin Green                                                                                 | Austrália                      |                                     |
| Kamenge Youth Centre (Centre Jeunes Kamenge)                                                 | Burundi                        |                                     |
| Kvinna Till Kvinna                                                                           | Suécia                         |                                     |
| Martín Almada                                                                                | Paraguai                       |                                     |
| 2003                                                                                         |                                |                                     |
| David Lange                                                                                  | Nova Zelândia                  |                                     |
| Walden Bello / Nicanor Perlas                                                                | Filipinas                      |                                     |
| Citizens' Coalition for Economic Justice                                                     | Coreia do Sul                  |                                     |
| SEKEM and Ibrahim Abouleish                                                                  | Egipto                         |                                     |
| 2004                                                                                         |                                |                                     |
| Swami Agnivesh / Asghar Ali Engineer                                                         | Índia                          |                                     |
| Memorial Society                                                                             | Rússia                         |                                     |
| Bianca Jagger                                                                                | Nicarágua                      |                                     |
| Raúl Montenegro                                                                              | Argentina                      |                                     |
| 2005                                                                                         |                                |                                     |
| Maude Barlow and Tony Clarke                                                                 | Canadá                         |                                     |
| Irene Fernandez                                                                              | Malásia                        |                                     |
| Roy Sesana and First People of the Kalahari                                                  | Botsuana                       |                                     |
| Francisco Toledo                                                                             | México                         |                                     |
| 2006                                                                                         |                                |                                     |
| Daniel Ellsberg                                                                              | Estados Unidos                 |                                     |
| Ruth Manorama                                                                                | Índia                          |                                     |
| Chico Whitaker                                                                               | Brasil                         |                                     |
| International Poetry Festival of Medellín                                                    | Colômbia                       |                                     |
| 2007                                                                                         |                                |                                     |
| Christopher Weeramantry                                                                      | Sri Lanka                      |                                     |
| Dekha Ibrahim Abdi                                                                           | Quénia                         |                                     |
| Percy Schmeiser e Louise Schmeiser                                                           | Canadá                         |                                     |
| Grameen Shakti                                                                               | Bangladesh                     |                                     |
| 2008                                                                                         |                                |                                     |
| Krishnammal Jagannathan and Sankaralingam Jagannathan LAFTI                                  | Índia                          |                                     |
| Amy Goodman                                                                                  | Estados Unidos                 |                                     |
| Asha Haji Elmi                                                                               | Somália                        |                                     |
| Monika Hauser                                                                                | Itália                         |                                     |
| 2009                                                                                         |                                |                                     |
| Catherine Hamlin                                                                             | Austrália                      |                                     |
| René Ngongo                                                                                  | República Democrática do Congo |                                     |
| David Suzuki                                                                                 | Canadá                         |                                     |
| Alyn Ware                                                                                    | Nova Zelândia                  |                                     |
| 2010                                                                                         |                                |                                     |
| Nnimmo Bassey                                                                                | Nigéria                        |                                     |
| Erwin Kräutler                                                                               | Áustria · Brasil               |                                     |
| Shrikrishna Upadhyay                                                                         | Nepal                          |                                     |
| Physicians for Human Rights                                                                  | Israel                         |                                     |
| 2011                                                                                         |                                |                                     |
| Huang Ming                                                                                   | China                          |                                     |
| Jacqueline Moudeina                                                                          | Chade                          |                                     |
| GRAIN                                                                                        |                                |                                     |
| Ina May Gaskin                                                                               | Estados Unidos                 |                                     |
| 2012                                                                                         |                                |                                     |
| Campaign Against Arms Trade                                                                  | Estados Unidos                 |                                     |
| Gene Sharp                                                                                   | Estados Unidos                 |                                     |
| tr                                                                                           | Turquia                        |                                     |
| Sima Samar                                                                                   | Afeganistão                    |                                     |
| 2013                                                                                         |                                |                                     |
| Paul Walker                                                                                  | Estados Unidos                 |                                     |
| Hans Rudolf Herren e Biovision Foundation                                                    | Suíça                          |                                     |
| Raji Sourani                                                                                 | Palestina                      |                                     |
| Denis Mukwege                                                                                | República Democrática do Congo |                                     |
| 2014                                                                                         |                                |                                     |
| Bill McKibben e 350.org                                                                      | Estados Unidos                 |                                     |
| Basil Fernando e AHRC                                                                        | Hong Kong                      |                                     |
| Asma Jahangir                                                                                | Paquistão                      |                                     |
| Alan Rusbridger                                                                              | Reino Unido                    |                                     |
| Edward Snowden                                                                               | Estados Unidos                 |                                     |
| 2015                                                                                         |                                |                                     |
| Sheila Watt-Cloutier                                                                         | Canadá                         |                                     |
| Tony deBrum                                                                                  | Ilhas Marshall                 |                                     |
| Kasha Jacqueline Nabagesera                                                                  | Uganda                         |                                     |
| Gino Strada                                                                                  | Itália                         |                                     |
| 2016                                                                                         |                                |                                     |
| Cumhuriyet                                                                                   | Turquia                        |                                     |
| Defesa Civil Síria                                                                           | Síria                          |                                     |
| Mozn Hassan e Nazra for Feminist Studies                                                     | Egipto                         |                                     |
| Svetlana Gannushkina                                                                         | Rússia                         |                                     |
| 2017                                                                                         |                                |                                     |
| Robert Bilott                                                                                | Estados Unidos                 |                                     |
| Colin Gonsalves                                                                              | Índia                          |                                     |
| Khadija Ismayilova                                                                           | Azerbaijão                     |                                     |
| Yetnebersh Nigussie                                                                          | Etiópia                        |                                     |
| 2018                                                                                         |                                |                                     |
| Thelma Aldana, Iván Velásquez                                                                | Guatemala Colômbia             |                                     |
| Yacouba Sawadogo                                                                             | Burquina Faso                  |                                     |
| Abdullah al-Hamid, Mohammad Fahad al-Qahtani, Walid Abu al-Chair                             | Arábia Saudita                 |                                     |
| Tony Rinaudo                                                                                 | Austrália                      |                                     |
| 2019                                                                                         |                                |                                     |
| Greta Thunberg                                                                               | Suécia                         |                                     |
| Aminatou Haidar                                                                              | Sahara Ocidental               |                                     |
| Davi Kopenawa Yanomami                                                                       | Brasil                         |                                     |
| Guo Jianmei                                                                                  | China                          |                                     |
| 2020                                                                                         |                                |                                     |
| Nasrin Sotoudeh                                                                              | Irã                            |                                     |
| Bryan Stevenson                                                                              | Estados Unidos                 |                                     |
| Lottie Cunningham Wren                                                                       | Nicarágua                      |                                     |
| Ales Bialiatski                                                                              | Bielorrússia                   |                                     |
| 2021                                                                                         |                                |                                     |
| Marthe Wandou                                                                                | Camarões                       |                                     |
| Vladimir Slivyak                                                                             | Russia                         |                                     |
| Freda Huson                                                                                  | Canadá                         |                                     |
| Legal Initiative for Forest and Environment                                                  | Índia                          |                                     |